# Rezerwat Putorański

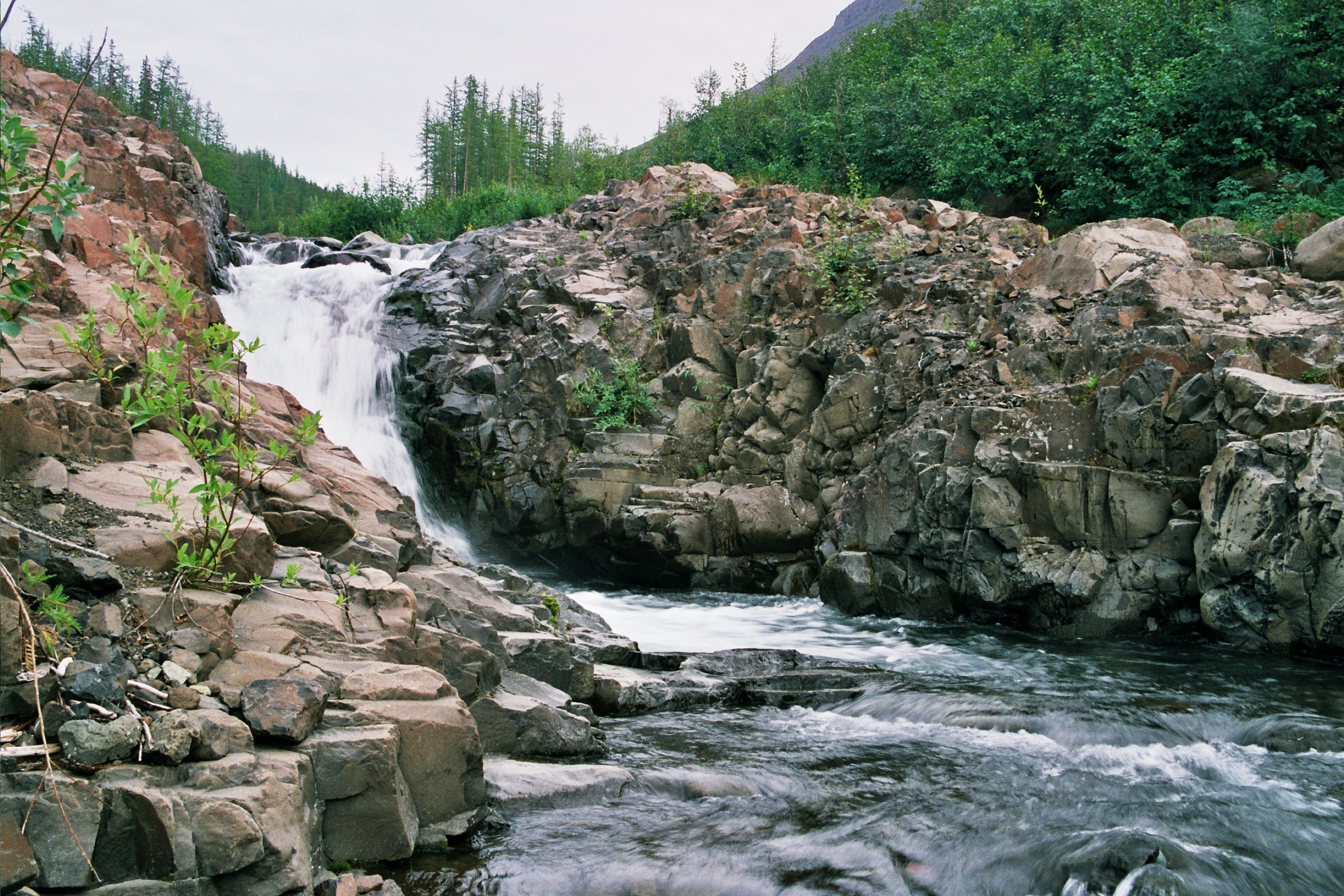

Rezerwat Putorański (ros. Путорaнский госудaрственный прирoдный заповeдник) – ścisły rezerwat przyrody (zapowiednik) znajdujący się w Rosji, na północy Kraju Krasnojarskiego (Tajmyrskij Dołgano-Nienieckij Rejon i Rejon Ewenkijski), w górach Putorana, na południe od półwyspu Tajmyr. Jego obszar wynosi 18 872 km², a strefa ochronna 17 733 km².
Rezerwat został utworzony dekretem rządu Rosyjskiej Federacyjnej Socjalistycznej Republiki Radzieckiej z dnia 15 grudnia 1988 roku. Od 2013 roku podlega wraz z Wielkim Rezerwatem Arktycznym i Tajmyrskim Rezerwatem Biosfery Zjednoczonej Dyrekcji Rezerwatów Tajmyru z siedzibą w Norylsku.
W 2010 roku rezerwat został wpisany na Listę Światowego Dziedzictwa UNESCO.

## Opis
Rezerwat obejmuje środkową część gór Putorana. Są tu unikalne krajobrazy górskie z płaskimi szczytami tworzącymi płaskowyże, o wysokości  od 1000 do 1500 m n.p.m. Najwyższym szczytem jest Kamień (1701 m). Rzeki należące do zlewni Jeniseju, Chatangi i Piasiny tworzą głębokie kaniony. Znajduje się tu ponad 20 dużych jezior tektonicznych, a także liczne wodospady, w tym najwyższe w Rosji (108 m).

## Przyroda
Putorana charakteryzuje się połączeniem różnych zbiorowisk roślinnych i zwierzęcych. Można tu znaleźć elementy tajgi, lasów tundrowych, tundry i pustyni arktycznej.
Wyróżnia się pionowe strefy wegetacji: las, strefa podgórska, górska i pas tundry. Dominujące w pasie leśnym są modrzewie. Znaczne obszary zajmuje też brzoza i mieszane brzozowo-świerkowe lasy. Pas górski charakteryzuje się roślinami krzewiastymi (głównie olchą). Na płaskowyżach (szczytach) dominuje tundra górska.
Na terenie rezerwatu spotyka się rzadkie gatunki roślin, oraz wiele endemitów.
Rezerwat zamieszkują 34 gatunki ssaków, m.in. niedźwiedź brunatny, wilk, rosomak, gronostaj, zając, renifer, lis i wydra. W wyższych partiach gór można spotkać owce śnieżne. Jest to osobny podgatunek Ovis nivicola borealis. Zamieszkuje on centralną część gór Putorana, setki kilometrów od obszarów występowania innych podgatunków owiec śnieżnych.
W rezerwacie zamieszkuje 13 gatunków ptaków chronionych, m.in.: gęś mała, orzeł przedni, bielik, sokół wędrowny i żuraw białogłowy.

## Klimat
Rezerwat znajduje się w subarktycznej strefie klimatycznej. Amplituda temperatur zbliża się do 100 °C (od –68 °C zimą do + 30 °C w lecie). Średnia styczniowa temperatura wynosi –32–36 °C, a lipcowa  + 8–12 °C. Lato jest krótkie, z dniem polarnym od 22 dni na południu do 64 na północy. Zima jest długa, z polarną nocą od 22 dni do 60 dni.
Na północnym wschodzie rezerwatu przypada średnio 300 mm opadów rocznie, w centrum – 400 mm, na południowym zachodzie – 600 mm.